# Zoya Voskresenskaya
Zoya Ivanovna Voskresenskaya (en ruso: Зоя Ивановна Воскресенская; en matrimonio - Rybkina, en ruso: Рыбкина; 28 de abril de 1907 - 8 de enero de 1992) fue una diplomática soviética, agente secreta del Ministerio de Asuntos Exteriores de la NKVD y, en las décadas de 1960 y 1970, una popular autora de libros para niños. Galardonada con el Premio Estatal de la Unión Soviética (1968), Voskresenskaya fue mejor conocida por sus novelas Skvoz Ledyanuyu Mglu (A través de la neblina helada, 1962) y Serdtse Materi (El corazón de una madre, 1965). Entre 1962 y 1980 se vendieron más de 21 millones de sus libros en la Unión Soviética.
A finales de la década de 1980, cuando la Perestroika incitó una ola de desclasificaciones, la historia de Zoya Voskresenskaya se hizo pública. Trascendió que un popular escritor de libros infantiles fue durante 25 años una figura destacada en el departamento de relaciones exteriores del servicio de inteligencia soviético. Las memorias de Voskresenskaya en tiempos de guerra, Now I Can Tell the Truth, se publicaron en 1992, 11 meses después de la muerte de la autora.

## Biografía
Zoya Voskresenskaya nació en Uzlovaya, Gobernación de Tula, en el seno de la familia de un ayudante del jefe de la estación de ferrocarril, y pasó sus primeros años en Aleksin. Su padre murió cuando ella tenía diez años y su madre y sus tres hijos se mudaron a Smolensk. A los 14 años, Zoya comenzó a trabajar como bibliotecaria en el 48º batallón de la Checa de la gobernación de Smolensk. Dos años más tarde, en 1923, fue nombrada tutora y politruk en una colonia local de trabajo correccional para jóvenes delincuentes, y luego fue transferida a una oficina regional del Partido Comunista en Smolensk. En 1928 Voskresenskaya se trasladó a Moscú y en agosto de 1929 se unió al Ministerio de Asuntos Exteriores de la OGPU. Su primer puesto, en 1930, fue Harbin, en Manchuria; después de dos años de trabajo de reconocimiento, fue trasladado a Riga, Letonia, luego a Alemania y Austria.
En 1935, Voskresenskaya comenzó a trabajar en Helsinki, bajo el disfraz de 'Irina', una funcionaria de Intourist, como agente secreta soviética, en tándem con un consejero de la embajada (y coronel de la NKVD) Boris Rybkin, con quien pronto se casó. Al estallar la Guerra de Invierno, Zoya Voskresenskaya regresó a Moscú, donde en el transcurso de los años siguientes se convirtió en una de las principales analistas del servicio de inteligencia soviético, coordinando el trabajo de varios grupos residenciales, incluida la Orquesta Roja en Alemania. En 1940, en un informe secreto, informó a Iósif Stalin de la inminente invasión de la Alemania nazi.
Al estallar la Gran Guerra Patria, Voskresenskaya se unió al grupo dirigido por Pável Sudoplátov que preparaba a los saboteadores y líderes de guerra partisanos para ser enviados a los territorios ocupados. La primera unidad de reconocimiento lanzada a la frontera occidental de la URSS fue entrenada por ella. Voskresenskaya se estaba preparando para ser enviada a los territorios ocupados, bajo la apariencia de guardia de una estación de tren, cuando a finales de 1941, ella y Rybkin fueron enviadas a Suecia, donde (como "Madame Yartseva") se unió a la embajada soviética como agregada de prensa de Aleksandra Kolontái.
Como agente secreta, continuó coordinando varios grupos de reconocimiento y agentes individuales, recopilando datos sobre las maniobras de transporte de la Alemania nazi junto a la frontera sueca. Ambas mujeres, que trabajaron en estrecha cooperación, fueron acreditadas más tarde por el hecho de que Suecia permaneció neutral durante toda la guerra, mientras que Finlandia abandonó la coalición y, en septiembre de 1944, firmó un tratado de paz con la Unión Soviética.
Después de la guerra, Voskresenskaya continuó trabajando en Moscú y a finales de la década de 1940 se convirtió en la jefa del departamento alemán de la inteligencia soviética. En 1947 su esposo Boris Rybkin murió, presuntamente en un accidente automovilístico cerca de Praga. Voskresenskaya se negó a aceptar la versión oficial, pero no obtuvo el permiso para investigar el caso personalmente.
Después de la muerte de Stalin en 1953, comenzaron las purgas a gran escala de las filas de la NKVD. Indignada por el arresto de Pavel Sudoplatov, Voskresenskaya habló abiertamente para defender a su antiguo jefe. Casi al instante, recibió órdenes de jubilación, pero pidió el privilegio especial de seguir siendo oficial de la NKVD y fue enviada a un campo de trabajo de Vorkutá como jefa de un departamento menor, con el rango de teniente.

### Carrera literaria
En 1955, Voskresenskaya, con el rango de coronel del Ministerio del Interior, se retiró del servicio y se embarcó en una carrera literaria. Escribiendo para niños, se hizo un nombre en la década de 1960 con las novelas Skvoz Ledyanuyu Mgly (A través de la neblina helada, 1962), Vstretcha (El encuentro, 1963), Serdtse Materi (Corazón de madre, 1965, sobre Maria Ulyanova, que fue adaptada a la pantalla grande en 1965), Devochka v Burnom More (Chica en el mar tormentoso, 1969), Dorogoye Imya (El querido nombre, 1970). Con 21,6 millones de copias de sus libros publicados entre 1962 y 1980, Zoya Voskresenskaya se convirtió en una de las principales figuras de la literatura infantil soviética, con varios de sus libros incluidos en las listas escolares de lectura extracurricular.
A finales de la década de 1980, con la mayoría de los documentos de inteligencia de la era de Stalin desclasificados, la historia de Voskresenskaya se hizo pública. Ya con una enfermedad terminal, comenzó a escribir sus memorias. Teper Ya Mogu Skazat Pravdu (Ahora puedo decir la verdad) se publicó en 1992, 11 meses después de la muerte del autor el 8 de enero de ese año. Fue enterrada en el Cementerio Novodévichi. 

## En la cultura popular
- El personaje de Rosa Klebb en Desde Rusia con amor, de Ian Fleming, se basó en parte en Voskresenskaya, sobre la que había escrito un artículo para The Sunday Times.[3][4]